# Нуртазин, Браль
Браль (Бирали Нуртазинович) Нуртазин (Бірәлі Нұртазин) — советский хозяйственный, государственный и политический деятель, Герой Социалистического Труда.

## Биография
Родился в 1922 году в селе Еркендык (ныне — Буландынский район Акмолинской области). Происходит из рода таракты племени аргын. Член КПСС.
Участник Великой Отечественной войны, старшина 25-го стрелкового Островского полка 44-й стрелковой Чудовской дивизии.
С 1950 года — на хозяйственной, общественной и политической работе. В 1950—1986 гг. — сельскохозяйственный работник и организатор сельскохозяйственного производства в Акмолинской области Казахской ССР, директор совхоза «Ишимский» Кийминского района Тургайской области.
Указом Президиума Верховного Совета СССР от 24 декабря 1976 года присвоено звание Героя Социалистического Труда с вручением ордена Ленина и золотой медали «Серп и Молот».
Проживал в селе Ишимское Жаксынского района Тургайской области. Позднее переехал в Астану.
Почетный гражданин Астаны.
Скончался 25 мая 1995 года. Похоронен на мусульманском кладбище села Ишимское Жаксынского района Акмолинской области.